# Vincenzo Seregni
Vincenzo Seregni, conosciuto anche come Vincenzo da Seregno o Vincenzo dall'Orto (Seregno, 1519/1520 – Milano, 1594), è stato un architetto e ingegnere italiano.

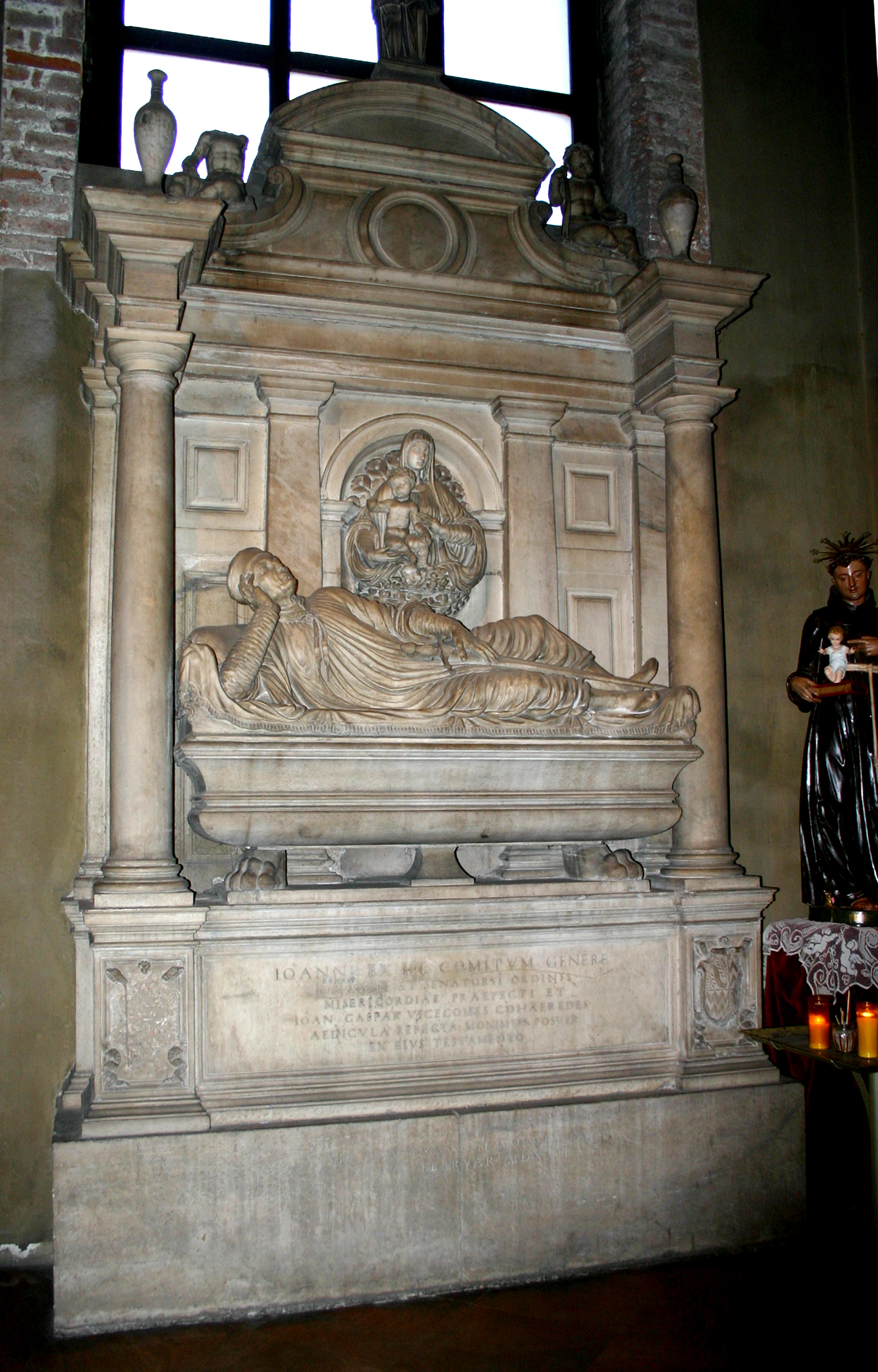
Tomba di Giovanni del Conte

Operò a Milano e in Lombardia nel periodo di transizione tra Rinascimento e Manierismo.
Nell'ottobre del 1555, alla morte di Cristoforo Lombardo detto il Lombardino, lo sostituì nella carica di architetto della Fabbrica del Duomo dove era già attivo dal 1537, che mantenne fino al 1567, quando venne sostituito da Pellegrino Tibaldi per volere dell'arcivescovo Carlo Borromeo.

## Opere
- 1550-1559: tomba di Giovanni del Conte nella chiesa di San Lorenzo di Milano, con scultura del defunto di Marco d'Agrate;
- 1555 circa: progetto di riforma rettangolare della piazza del Duomo di Milano;
- 1555-1563: tribuna, cappelle del transetto e quadriportico della chiesa di Santa Maria presso San Celso di Milano (lavori);
- 1556-1570: lavori alla chiesa del Santuario della Beata Vergine dei Miracoli di Saronno (completati da Pellegrino Tibaldi nel 1578);
- 1557-1558: nuova confessione sotto l'altare maggiore del Duomo;
- 1559: progetto di riforma della chiesa di San Vittore al Corpo di Milano;
- 1559-1564: chiostro detto "delle due colonne" del convento di San Simpliciano;
- 1559: catafalco per le esequie di Carlo V (morto nel settembre dell'anno precedente);
- 1561-1567: Palazzo dei Giureconsulti a piazza Mercanti (Milano), su incarico di papa Pio IV (inizio dei lavori); impostato sull'andamento orizzontale del primo ordine con loggia a colonne binate e del secondo ordine con finestre decorate da volute, e dotato di marcati effetti chiaroscurali;
- 1564-1565: palazzo Medici in via Brera a Milano (incompiuto);
- 1565-1566: collaborazione alla revisione dei nuovi bastioni del Castello Sforzesco di Milano;
- 1566: seminario arcivescovile di Milano a Porta Orientale (inizio dei lavori);
- 1571-1576: rinnovamento del presbiterio e realizzazione della cappella Della Croce nella chiesa di San Giovanni in Conca a Milano, e dal 1583 ricostruzione del convento;
- 1574-1576: piccolo cortile d'onore e grande chiostro della Certosa di Garegnano;
- 1574-1579: cappella superiore del santuario della Beata Vergine dei Miracoli di Corbetta.

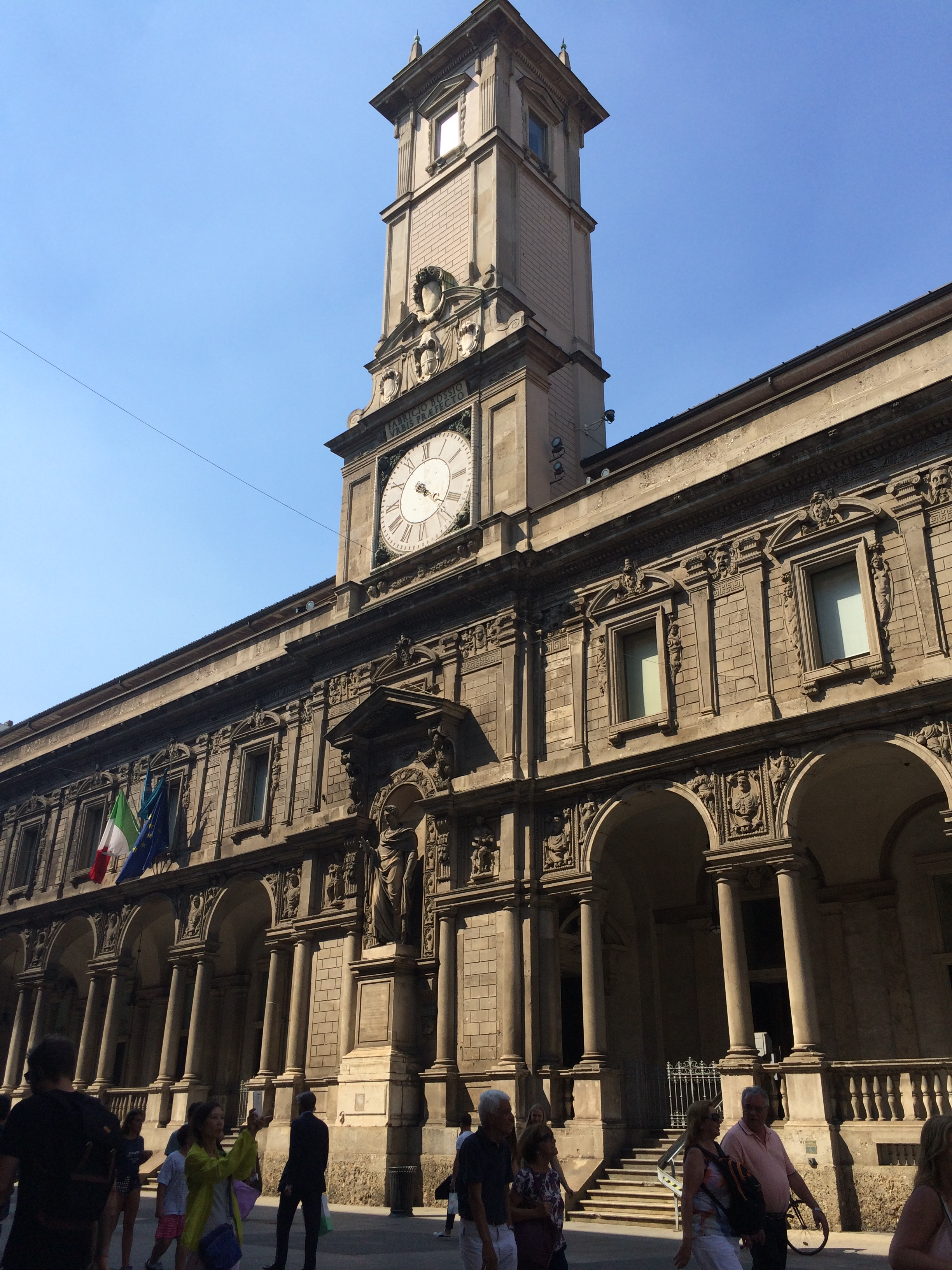
Milano,  Palazzo dei Giureconsulti
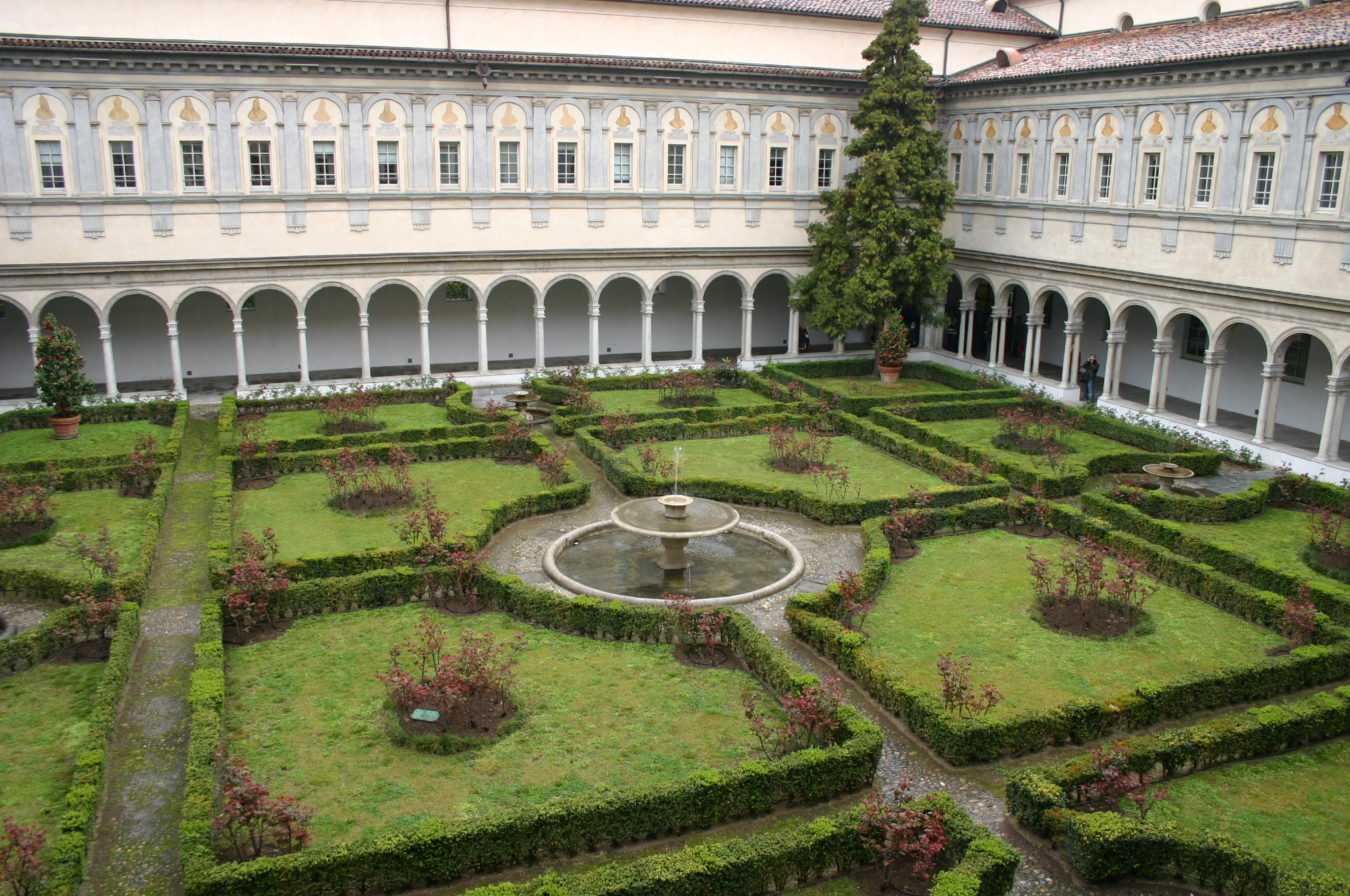
chiostro grande di S. Simpliciano
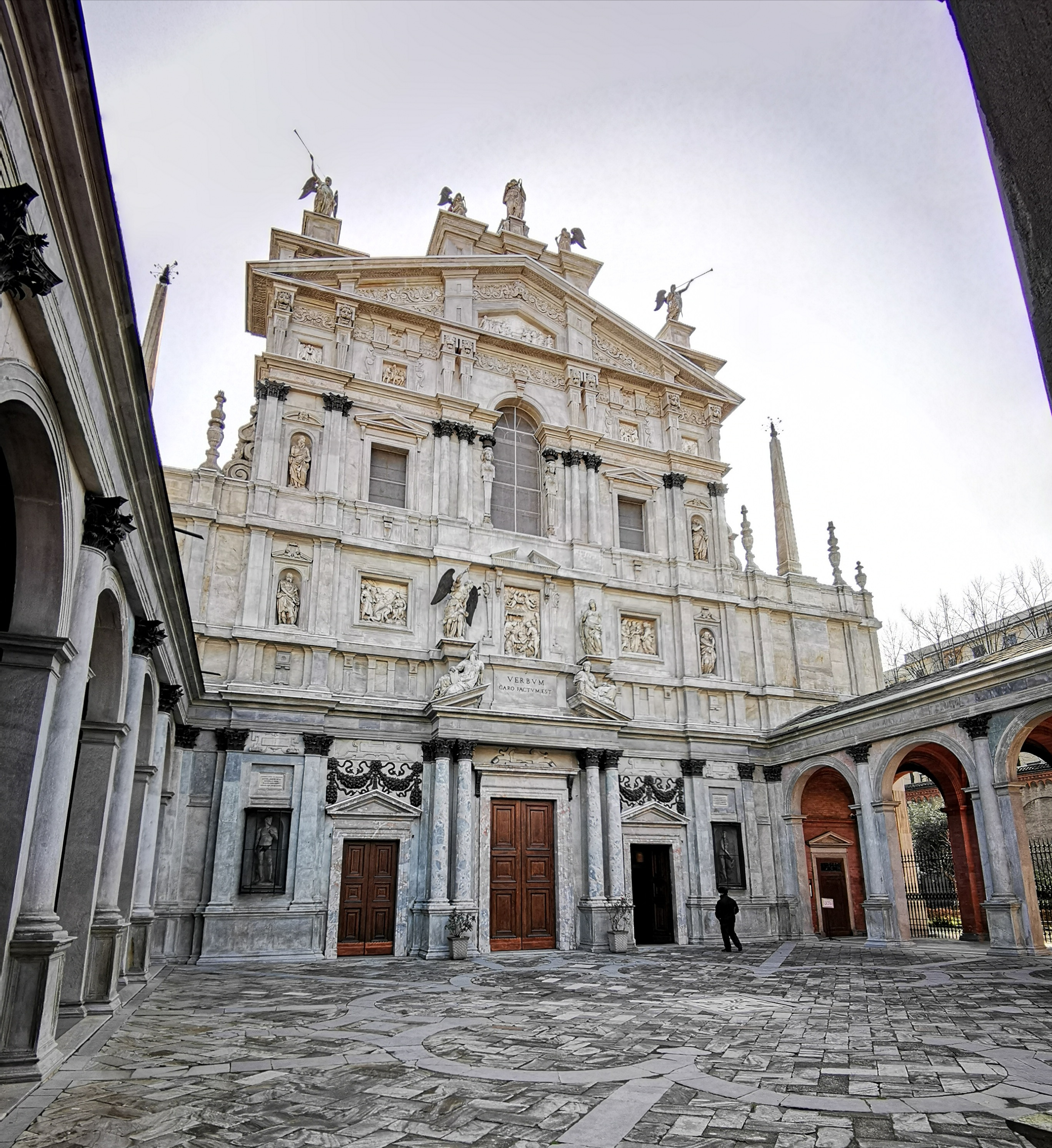
Milano, Santa Maria dei Miracoli - facciata